# Генлосон (Західна Вірджинія)
Генлосон (англ. Henlawson) — переписна місцевість (CDP) в США, в окрузі Лоґан штату Західна Вірджинія. Населення — 353 особи (2020).

## Географія
Генлосон розташований за координатами 37°54′2″ пн. ш. 81°58′54″ зх. д. / 37.90056° пн. ш. 81.98167° зх. д. (37.900678, -81.981631).  За даними Бюро перепису населення США в 2010 році переписна місцевість мала площу 2,15 км², з яких 2,08 км² — суходіл та 0,07 км² — водойми.

## Демографія
Згідно з переписом 2010 року, у переписній місцевості мешкали 442 особи в 187 домогосподарствах у складі 133 родин. Густота населення становила 206 осіб/км².  Було 203 помешкання (94/км²).
Расовий склад населення:
| - 99,3 % — білих |

До двох чи більше рас належало 0,2 %. Частка іспаномовних становила 1,4 % від усіх жителів.
За віковим діапазоном населення розподілялося таким чином: 18,3 % — особи молодші 18 років, 64,7 % — особи у віці 18—64 років, 17,0 % — особи у віці 65 років та старші. Медіана віку мешканця становила 46,2 року. На 100 осіб жіночої статі у переписній місцевості припадало 95,6 чоловіків;  на 100 жінок у віці від 18 років та старших — 89,0 чоловіків також старших 18 років.
За межею бідності перебувало 45,5 % осіб, у тому числі 100,0 % дітей у віці до 18 років та 29,5 % осіб у віці 65 років та старших.
Цивільне працевлаштоване населення становило 90 осіб. Основні галузі зайнятості: освіта, охорона здоров'я та соціальна допомога — 33,3 %, публічна адміністрація — 32,2 %.